# إكيليل أسلي
إكيليل أسلي (الاسم العلمي:Coronilla juncea) هي نوع من النباتات يتبع جنس الإكيليل من الفصيلة البقولية.